# Louis Timagène Houat
Pour les articles homonymes, voir Houat.
Louis Timagène Houat (Île Bourbon, 1809 - Pau, 9 juillet 1883) est un écrivain et médecin français du XIXe siècle. Mulâtre originaire de l'île Bourbon, désormais connue sous le nom de La Réunion, il est l'auteur du premier roman de la littérature réunionnaise, Les Marrons, qu'il publie à Paris en 1844.

## Biographie
D'après l'historien Prosper Ève, le patronyme de Louis Timagène Houat serait la forme contractée la plus courante de Watra, ou Ouattara. Esclave affranchi devenu libre de couleur, son père était un Bambara de Guinée passé à Bourbon en 1806 après être arrivé à la fin du XVIIIe siècle à l'île de France, soit l'actuelle île Maurice.
Louis Timagène Houat propose de créer une petite école dans le quartier installé dans la petite vallée formée par la rivière Saint-Denis à Saint-Denis, mais cette requête est rejetée par le Conseil privé. Il est ensuite accusé d'être le meneur d'un complot découvert à Saint-André et d'avoir voulu agiter dans la colonie française « le drapeau d'une république africaine ».
Il est alors été expulsé pour sept ans après avoir été condamné à l'exil en 1836. Cette lourde sentence est appliquée malgré l'amnistie de Louis-Philippe Ier intervenue le 8 mai 1837 du fait de magistrats peu scrupuleux soutenus par la complicité du gouverneur de Bourbon.

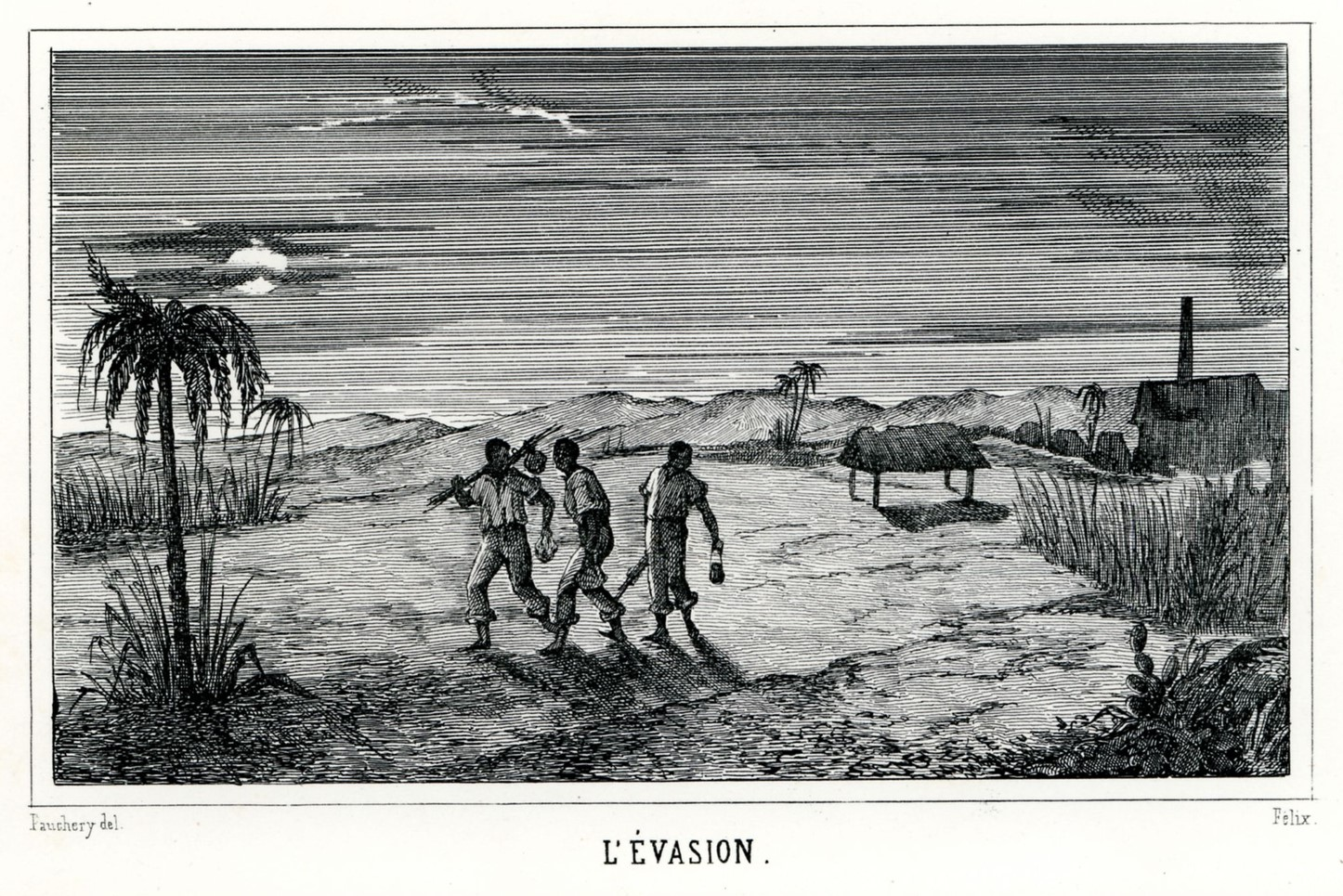
Esclaves s'évadant de leur plantation, illustration extraite de Les Marrons, 1844.

Déporté, Louis Timagène Houat fréquente les cercles abolitionnistes de Paris. De plus, il se permet des voyages et écrit Les Marrons, son unique roman. Selon Prosper Ève, il réalise avec cet ouvrage son rêve d'une société bourbonnaise ouverte en tentant de prévenir un éventuel échec de l'abolition de l'esclavage grâce au métissage : « pour lui, seule la fusion des races peut apporter à Bourbon la paix et l'harmonie », d'où la fin de son récit.
Après avoir entrepris des études de médecine, Louis Timagène Houat écrit par ailleurs plusieurs ouvrages relevant de cette discipline.